# Lewisville (Idaho)
Lewisville – miasto w Stanach Zjednoczonych, w stanie Idaho, w hrabstwie Jefferson.